# Preston Griffall
Preston Griffall, conosciuto anche come Yukio Griffall, (Salt Lake City, 6 giugno 1984) è un ex slittinista statunitense.

## Biografia
Iniziò a gareggiare per la nazionale statunitense nelle varie categorie giovanili nella specialità del doppio insieme a Dan Joye ottenendo, quali migliori risultati, la vittoria nella classifica finale della Coppa del Mondo juniores nel doppio nel 2001/02 e nel 2002/03, nonché quattro medaglie ai campionati mondiali juniores, delle quali tre d'oro: nel doppio ad Igls 2002 ed a Schönau am Königssee 2003 e nella gara a squadre nella stessa rassegna tedesca.
A livello assoluto esordì in Coppa del Mondo nella stagione 2002/03, dapprima con lo stesso Joye, e, dall'edizione 2007/08 fino al suo ritiro, fece coppia con Matthew Mortensen. Conquistò il primo podio il 7 gennaio 2006 a Schönau am Königssee nella gara a squadre (3°) ed in classifica generale come miglior risultato si piazzò al nono posto nel doppio nel 2011/12.
Prese parte a due edizioni dei Giochi olimpici invernali, entrambe le volte esclusivamente nella specialità biposto: a Torino 2006 giunse in ottava posizione ed a Soči 2014, in quella che fu la sua ultima competizione a livello internazionale, si classificò al quattordicesimo posto.
Prese parte altresì a sei edizioni dei campionati mondiali, ottenendo quali migliori risultati la sesta piazza nel doppio a Park City 2005 e la quinta posizione nella gara a squadre a Whistler 2013.
Ai campionati pacifico-americani, sempre nella gara del doppio, vinse la medaglia d'oro a Calgary 2012 e per due volte quella d'argento: a Lake Placid 2013 ed a Whistler 2014.

## Palmarès

### Mondiali juniores
- 4 medaglie:
  - 3 ori (doppio ad Igls 2002; doppio, gara a squadre a Schönau am Königssee 2003);
  - 1 argento (gara a squadre a Lillehammer 2001).

### Campionati pacifico-americani
- 3 medaglie:
  - 1 oro (doppio a Calgary 2012);
  - 2 argenti (doppio a Lake Placid 2013; doppio a Whistler 2014).

### Coppa del Mondo
- Miglior piazzamento in classifica generale nel doppio: 9° nel 2011/12.
- 3 podi (tutti nelle gare a squadre):
  - 2 secondi posti;
  - 1 terzo posto.

### Coppa del Mondo juniores
- Vincitore della Coppa del Mondo juniores nella specialità del doppio nel 2001/02 e nel 2002/03.